# 43775 Тьєполо
43775 Тьєполо (43775 Tiepolo) — астероїд головного поясу, відкритий 2 лютого 1989 року.
Тіссеранів параметр щодо Юпітера — 3,133.
Названо на честь Джованні Баттіста Тьєполо (італ. Giovanni Battista Tiepolo), варіанти написання імені: Gianbattista або Giambattista — Джанбаттіста або Джамбаттіста, 1696-1770) — італійського художника.